# I Premis de la Unión de Actores
La I edició dels Premis de la Unión de Actores, corresponents a l'any 1991, concedits pel sindicat d'actors Unión de Actores y Actrices, va tenir lloc el 29 de febrer de 1992 al Teatro Albéniz de Madrid. El director de l'acte fou Fermín Cabal i la gala fou presentada per Antonio Resines i Beatriz Carvajal.

## Guardons

### Premi a Tota una vida
- Aurora Redondo

### Premi Especial
- Josefina García Aráez

### Cinema

#### Millor interpretació protagonista
| Actor/Actriu   | Pel·lícula      | Resultat   |
| -------------- | --------------- | ---------- |
| Marisa Paredes | Tacones lejanos | Guanyadora |

#### Millor interpretació secundària
| Actor/Actriu      | Pel·lícula       | Resultat  |
| ----------------- | ---------------- | --------- |
| Fernando Valverde | Alas de mariposa | Guanyador |

#### Millor interpretació revelació
| Actor/Actriu | Pel·lícula               | Resultat   |
| ------------ | ------------------------ | ---------- |
| Carme Conesa | Las chicas de hoy en día | Guanyadora |

### Televisió

#### Millor interpretació protagonista
| Actor/Actriu   | Sèrie de televisió       | Resultat   |
| -------------- | ------------------------ | ---------- |
| Diana Peñalver | Las chicas de hoy en día | Guanyadora |

#### Millor interpretació secundària
| Actor/Actriu  | Sèrie de televisió       | Resultat  |
| ------------- | ------------------------ | --------- |
| Juan Echanove | Las chicas de hoy en día | Guanyador |

### Teatre

#### Millor interpretació protagonista
| Actor/Actriu    | Obra de teatre       | Resultat  |
| --------------- | -------------------- | --------- |
| Carlos Hipólito | La verdad sospechosa | Guanyador |

#### Millor interpretació secundària
| Actor/Actriu        | Obra de teatre    | Resultat  |
| ------------------- | ----------------- | --------- |
| Fernando Sansegundo | Comedias bárbaras | Guanyador |